# V de Vian
La revista V de Vian (también mencionada hasta su 14.ª edición como "Con V de Vian") fue una revista cultural fundada en 1990 en Buenos Aires por el escritor y periodista Sergio Olguín.

## Nombre de la revista
En relación con el nombre de la revista, se trata de un homenaje a Boris Vian y en particular alude a un verso del siguiente poema del mismo autor:

En lo profundo de mi corazón

Voy a ser sincero —una vez no es costumbre—

Aquí está:

Me sentiré contento el día que digan

Por teléfono —si es que todavía existe—

Cuando digan

Con V de Vian...

tengo suerte de que mi nombre no comience con una Q

Porque con Q de Vian me humillaría

El mismo verso del poema de Boris Vian, en francés, "V, comme Vian" fue en 2011 el nombre del film dirigido por Philippe Le Guay.

## Equipo editorial
Además de Sergio Olguín, el equipo editorial original lo integraron Pedro B. Rey, Karina Galperín (los tres cursando por aquel entonces la carrera de Letras de la Facultad de Filosofía y Letras (Universidad de Buenos Aires) y Gabriel Miró (diseñador gráfico). Poco tiempo después, se sumaron de modo permanente al equipo los escritores y periodistas Claudio Zeiger, Christian Kupchik y Elvio Gandolfo.

Pese a su fuerte impronta literaria, se considera que V de Vian fue una publicación cultural de vanguardia mucho más abarcativa en relación con la interpretación de los signos de su tiempo. Se adelantó en la difusión de series de televisión, de la cultura "clase B" y en su anticipación sobre corrientes musicales que fueron tendencia (buenos ejemplos son sus artículos sobre Björk, Massive Attack, Suede, Garbage).

El interés por la fotografía fue un aspecto destacado de esta revista de cultura, instalado desde sus tapas ilustradas por fotógrafos reconocidos mundialmente, así como por sus extensos artículos en torno a estos fotógrafos. 
De Argentina, pasaron por la revista V de Vian referentes de la fotografía como Mónica Hasenberg, Brenno Quaretti y también jóvenes que en la década siguiente tendrían carreras destacadas en el campo de la cultura, las letras, el periodismo. Tal es el caso de Lucía Vassallo, Vera Rosenberg -para las secciones de fotografía-, Fernando Martín Peña, Leila Guerriero, Osvaldo Aguirre, Viviana Lysyj, Cecilia Szperling - para notas y secciones especiales.

De los concursos de relatos de la revista V de Vian surgieron nombres como Patricio Pron Eduardo Muslip, José María Brindisi, Guillermo Lema, Patricia Suárez,
Andrea Rabih.

V de Vian publicó textos inéditos de Federico Andahazi, Hebe Uhart, Laiseca, Gustavo Escanlar.

## Último número
Luego de la edición de dos números "Especial Ficción" (sin numeración), un número "Especial Betty Page" (sin numeración) y 42 números, debido a dificultades financieras, en el año 1999 V de Vian publicó su última edición.

La Revista V de Vian ganó el premio Julio Cortázar (que otorga la Cámara Argentina del Libro) en 1998 en el rubro Medio alternativo "por su apoyo al libro y los autores".